# Handlungskontrolle
Unter Handlungskontrolle versteht man in der modernen Volitionspsychologie Prozesse, welche eine aktuelle oder sich anbahnende Intention gegen konkurrierende Motivationstendenzen abschirmen. Der Begriff wurde in den frühen 1980er Jahren von Julius Kuhl eingeführt.
Das Konstrukt soll erklären, weshalb Menschen angesichts von stets vorhandenen und zahlreichen Motivationstendenzen sich für ein Handlungsziel entscheiden und dieses persistent verfolgen können. Würde stets die stärkste aktuelle Motivationstendenz handlungsleitend, würde daraus ein ungeordnetes ständiges Übernehmen und Wiederaufgeben von Intentionen resultieren, das so genannte Handlungsflimmern.

## Handlungskontrollstrategien
Handlungskontrollstrategien sind Prozesse, welche die Aufrechterhaltung einer Intention unterstützen können. Dazu zählt Kuhl (1987) unter anderem:
- Aufmerksamkeitskontrolle, d. h. das Ausblenden absichtsgefährdender Informationen.
- Motivationskontrolle, d. h. die gezielte Steigerung der eigenen Motivation.
- Emotionskontrolle, d. h. die Beeinflussung eigener Emotionen.
- Umweltkontrolle, d. h. die Veränderung der eigenen Umgebung.
- Sparsamkeit der Informationsverarbeitung, d. h. das Vermeiden eines übermäßig langen Abwägens.

## Willensbegriff
Nach Kuhl können Prozesse der Handlungskontrolle schon vor der Intentionsbildung stattfinden, d. h. bestimmte Motivationstendenzen werden schon in der Phase des Abwägens gestärkt, andere geschwächt. Zudem können Handlungskontrollprozesse nach Kuhl auch unbewusst ablaufen. Damit geht Kuhl über die Definition des Willensbegriffs, wie sie die Willenspsychologie des frühen 20. Jahrhunderts vornahm, weit hinaus.